# 斉木弘吉
斉木 弘吉（さいき ひろよし、1956年5月14日 - ）は、日本の写真家。血液型O型。新潟県出身。日本写真専門学院卒業。

## 人物
大胆かつ繊細な撮影方法を信条とし、常に先を見据えた写真を撮り続け、グラビアファン、被写体であるタレントから厚い支持を集めるグラビア界のトップランナーである。
主な仕事として、講談社、小学館、徳間書店、KKベストセラーズ、ワニブックス、彩文館、ほか多数の出版社発行誌のグラビア、写真集を手掛ける。中でも、小倉優子、若槻千夏、綾瀬はるか等のファースト写真集を撮影しており、新人発掘で特にその才能を発揮している。

## 代表作
- みきほまるごと にわみきほ1st.写真集
彩文館出版 2010年6月
- Dolly 吉川まりあ1st.写真集
彩文館出版 2008年2月
- G-sketch 助川まりえ写真集
彩文館出版 2008年2月
- Happyですぅ!! 森田涼花1st.写真集
彩文館出版 2008年1月
- ひかりの中へ 山口ひかり初写真集
彩文館出版 2007年9月
- 君がささやくから… 尾形沙耶香初写真集
彩文館出版 2007年8月
- Eri color エリカとの風景
彩文館出版 2007年7月
- ねっ!!わかるでしょ? 小田ひとみファースト写真集
彩文館出版 2007年6月
- Miuのうた 仲村みう初写真集
彩文館出版 2006年12月
- アンリ・マイ・ラブ 杉原杏璃写真集
アクアハウス 2006年6月
- 解π新書 松金洋子写真集
MCプレス 2004年12月
- 美竹涼子レジェンド 美竹涼子写真集
竹書房 2004年9月
- Eros 瀬戸由衣写真集
メディアックス 2004年7月31日
- Heroine 綾瀬はるか写真集
小学館 2004年8月
- Vibration X 白鳥さくら the 1st.写真集
彩文館出版 2004年6月31日
- 佐藤寛子 (週刊ヤングサンデースペシャルグラフィック) Lover's eye
小学館 2004年6月
- My future 安田美沙子写真集
小学館 2004年5月
- すきんしっぷ 三津谷葉子写真集
彩文館出版 2004年4月
- Dolce 浅田好未
音楽専科社 2003年11月
- いもうとの一番大切な… みひろ写真集
彩文館出版 2003年11月27日
- Excellent body:onanism 松島かえで写真集
双葉社 2003年7月 ISBN 9784575295726
- いっぱいラブ 桜木睦子 + 矢吹春奈 + 伊藤あい + 根本はるみ
ワニマガジン社 2003年8月
- 葵みのりのヰタセクスアリス
竹書房 2003年7月19日
- 悦楽淫 南波杏写真集
ぶんか社 2003年6月31日
- 黒沢愛とポルノティックしませんか? （らぶぱらX[2]）
竹書房 2003年5月19日
- ぼくのいもうと。早坂ひとみ写真集
ぶんか社 2003年2月31日[要検証 – ノート]
- いもうとだけど… 蒼井そら写真集
彩文館出版 2003年1月27日
- らぶぱらXX 小沢まどかとラブティックしませんか。
竹書房2002年12月
- ロスト・ヴァージン 常盤桜子写真集
双葉社 2002年11月
- 千夏トイツマデモ。Chinatsu Wakatsuki pictor
竹書房 2002年11月
- Love 伊東怜写真集
インフォレスト（英知出版） 2002年8月31日
- 本日、いもうと気分。 神谷沙織写真集
彩文館出版 2002年5月27日
- May i 〜キスシテハヤク〜 イイクボメイとキスしませんか？
バウハウス 2002年6月
- 千夏のカタチ 若槻千夏1st.写真集
彩文館出版 2002年4月
- Soft 磯山さやか写真集
彩文館出版 2002年3月
- 恋心 小倉優子写真集
ケイエスエス 2002年2月
- 恋しくて優しくて 小倉優子1st.写真集
彩文館出版 2001年3月
- 胸キュン（G stage） 眞鍋かをり写真集
ケイエスエス 2000年5月
- Deep breath 川村ひかる写真集
英知出版 1999年10月
- Kubire 草凪純写真集
英知出版 1998年4月
- Rose 嶋村かおり写真集
英知出版 1996年5月
- 憂木瞳写真集 Risky lips 危険な唇
海王社 1994年1月
- 高見沢杏奈写真集 パンドラの箱
テイアイエス 1992年7月
- One sweet dream 細川ふみえ写真集
英知出版 1991年11月
- 南色の風（Eichi mook） 美穂由紀写真集
英知出版 1988年7月